# Brenda Chapman
Brenda Chapman (* 2. listopadu 1963 Beason) je americká animátorka, scenáristka, výtvarnice storyboardů a režisérka. V roce 1998 se stala první ženou, která režírovala celovečerní animovaný film velkého studia, jednalo se o snímek Princ Egyptský společnosti DreamWorks Animation. Spolu s Markem Andrewsem režírovala film Rebelka společnosti Pixar a stala se první ženou, která získala Oscara za nejlepší animovaný film. Je autorkou scénáře k filmům Lví král a Zvoník u matky boží. Je vdaná za kolegu z animovaného filmu Kevina Limu.

## Biografie
Brenda Chapman se narodila v Beasonu ve státě Illinois jako nejmladší z pěti dětí. Navštěvovala Lincoln College v Lincolnu ve státě Illinois, kde získala titul Associate of Arts. Poté se přestěhovala do Kalifornie a studovala animaci na Kalifornském institutu umění (CalArts).
Svou profesionální kariéru zahájila během letních prázdnin prací na televizní animaci. V roce 1987 získala bakalářský titul v oboru animace a byla přijata jako stážistka příběhů do filmu Malá mořská víla (1989). Poté pracovala jako storyboardistka na filmech Záchranáři u protinožců (1990) a Kráska a zvíře (1991), kde úzce spolupracovala s Rogerem Allersem na definování mnoha klíčových sekvencí a motivů použitých ve filmu. Působila jako první žena v roli vedoucí storyboardistů v animovaném filmu ve snímku Lví král (1994).
Nastoupila do společnosti DreamWorks Animation hned po jejím založení na podzim roku 1994. Spolu s režiséry Stevem Hicknerem a Simonem Wellsem pracovali na filmu Princ egyptský z roku 1998. Stala se tak první ženou, která režírovala animovaný film velkého studia. Než odešla na mateřskou dovolenou pracovala také na filmu Chicken Run a na několika dalších projektech.
Roku 2003 přešla do studia Pixar, kde napsala scénář a pracovala jako hlavní režisérka filmu Rebelka (2012). Inspirací pro filmovou princeznu Méridu se stala její dcera Emma. Přestože ji během natáčení v režii vystřídal Mark Andrews, zůstala spoluautorkou příběhu a nakonec získala jako první žena Oscara, cenu BAFTA a Zlatý glóbus za nejlepší animovaný film.
V roce 2013 se vrátila do studia DreamWorks Animation. Od roku 2016 začala se svým manželem Kevinem Limou vyvíjet projekty pro Chapman Lima Productions. Založili a spoluvlastní společnost Twas Entertainment, která se zaměřuje na rodinnou zábavu.
Chapman se podílela na konzultacích a vývoji filmů pro řadu studií, mezi něž patří Disney, DreamWorks, Pixar, Universal, Sony, Lucasfilm a Fox. Režírovala svůj první hraný film Come Away (2020) s Davidem Oyelowem a Angelinou Jolie v hlavních rolích.

## Osobní život
Chapman je vdaná za režiséra Kevina Limu, s nímž se seznámila na Kalifornském institutu umění. Mají spolu dceru Emmu Rose Limu (* 1999), která byla inspirací pro mladou princeznu Méridu z filmu Brave. Bydlí v Tamalpais Valley v Kalifornii. Chapman se hlásí ke skotským předkům. V roce 2014 vyzvala Skoty, aby v referendu podpořili nezávislost.

## Filmografie

### Režie
- Princ Egyptský (1998)
- Rebelka (2012)
- Na cestách (2020)

### Scénář
- Kráska a zvíře (1991)
- Lví král (1994)
- Zvoník u matky boží (1996)
- Rebelka (2012)
- Lví král (2019)